# درو كروفورد
درو كروفورد (بالإنجليزية: Drew Crawford)‏ مواليد 18 أكتوبر 1990 في نابرفيل، هو لاعب كرة سلة أمريكي. بدأ مسيرته الاحترافية في سنة 2014. يلعب مع نيكار ريزن لودفيغسبورغ. يحمل الرقم 7. يبلغ طوله 6 قدم 5 بوصة (2.0 م). لعب مع إري بايهوكس ونيكار ريزن لودفيغسبورغ.

## روابط خارجية
- درو كروفورد على موقع الدوري الأوروبي لكرة السلة (الإنجليزية)
- درو كروفورد على موقع سبورتس رفرنس (الإنجليزية)
- درو كروفورد على موقع كرة السلة الأوروبية.كوم (الإنجليزية)
- درو كروفورد على موقع إي إس بي إن.كوم (الإنجليزية)
- درو كروفورد على موقع كلية كرة السلة في سبورتس رفرنس.كوم (الإنجليزية)
- درو كروفورد على موقع ريلجم (الإنجليزية)
- درو كروفورد على موقع بروبوليرز (الإنجليزية)
- درو كروفورد على موقع سبورتس رفرنس (الإنجليزية)
- درو كروفورد على موقع سبورتس رفرنس (الإنجليزية)